# Théorème de Wiener-Ikehara
Le théorème de Wiener–Ikehara est un théorème taubérien introduit par Shikao Ikehara (1931). C'est une conséquence du théorème taubérien de Wiener, et peut être utilisé pour démontrer le théorème des nombres premiers (Chandrasekharan, 1969).

## Enoncé
Soit A(x) une fonction croissante positive, définie sur [0,+∞[. On suppose que
{\displaystyle f(s)=\int _{0}^{\infty }A(x)\mathrm {e} ^{-xs}\,\mathrm {d} x}
converge pour tout ℜ(s) > 1 vers une fonction ƒ(s) et que pour un certain c positif, 
{\displaystyle f(s)-{\frac {c}{s-1}}}
admet un prolongement continu sur la droite ℜ(s) = 1. Alors la limite lorsque x tend vers l'infini de e−xA(x) vaut c.

## Application à la fonction zêta
Une application importante en théorie des nombres du théorème de Wiener–Ikehara porte sur les séries de Dirichlet de la forme
{\displaystyle \sum _{n=1}^{\infty }a(n)n^{-s}}
où a(n) est positive. Si la série converge vers une fonction analytique sur
{\displaystyle \Re (s)\geq b}
avec un pôle simple de résidu c en s = b, alors
{\displaystyle \sum _{n\leq X}a(n)\sim {\frac {c}{b}}X^{b}.}
En applicant cela à la dérivée logarithmique de la fonction zêta de Riemann, où les coefficients la série de Dirichlet sont donnés par la fonction de von Mangoldt, il est possible de déduire le théorème des nombres premiers du fait que la fonction zeta ne s'annule pas sur la droite
{\displaystyle \Re (s)=1.}